# ハピメア
『ハピメア』（HAPYMAHER）は、2013年2月28日にPurple softwareより発売されたPC用18禁美少女アドベンチャーゲームである。
2014年2月28日には、ファンディスク『ハピメア Fragmentation Dream』（ハピメアFD）が発売された。
2023年5月26日には、シナリオを加筆し画像をフルHD化およびリファインした『ハピメア REGRET END』（ハピメアRE）が発売された。これには『ハピメア』と『ハピメアFD』両方の内容を含んでいる。
2025年2月6日にオンゲキ bright MEMORYに「幻想楼閣」が収録された。

## 概要

### ハピメア
キャッチコピーは「これは甘くて幸せな悪い夢のお話」。主人公とヒロインの現実の学園生活と「夢の世界」とが絡み合うファンタジーストーリーである。
ディレクターの凜華とシナリオ担当の森崎亮人が打ち合わせをする中で、映画『インセプション』で描かれていた“夢の中”“夢の深い断層”にヒントを得て、「夢の世界」を作品コンセプトとした。作品のデザインやストーリーを「アリスのティーパーティー」に見立て、『不思議の国のアリス』の登場人物をヒロインのモチーフにしている。
スタート画面でしばらく操作しないと、ヒロイン達の掛け合いのショートドラマ（6種類）がランダムに流れる。

### ハピメア Fragmentation Dream
『ハピメア』のファンディスク。『TECH GIAN』2013年12月号にて制作が発表された。本編のヒロインとのアフターストーリー、新ヒロイン・鳥海有子とのストーリーが収録されている。
本編の音声収録の終盤に、凜華と森崎が「キャラ同士の掛け合いやヒロインとのイチャラブをもっと入れたらおもしろい」と話をして、ファンディスクの構想が始まった。本編が“夢の世界をどう終えるのか”と駆け足でストーリーを進めた部分があり、ユーザーから「ヒロインとの会話やイチャラブがもっと欲しい」という声があったことも、ファンディスク企画の後押しとなった。いざ制作が始まるとどんどんボリュームが大きくなり、前作のエンディングからストーリーが始まることもあって、「ファンディスク」と「続編」の2つの側面を持つ内容となった。

## あらすじ

### ハピメア
（出典：）
内藤透は、夢だと分かっている夢・明晰夢に悩まされ、睡眠不足で疲れる日々を送っていた。ある夜の悪夢の中で、もう会えないはずの舞亜、そして彼女の行いを止めようとする有栖に出会う。それをきっかけに、現実と夢の世界が絡み合う不思議な毎日が始まる。

### ハピメア Fragmentation Dream
（出典：）
自分の悪夢に終止符を打った透は、仲間達と共に、長期入院から学園へ復学してきた鳥海有子の世話をすることになる。次第に有子と親しくなっていく透は、かつて夢の中で出会い、今は会うことができない“彼女”を有子に重ねてしまう。

## 登場人物
（出典：）

### 主人公
内藤 透（ないとう とおる）
本作の主人公。翠京学園2年。周囲にはいろいろおせっかいだが、自分の事は内に抱え込んでしまう性質。実家を離れてアパートで一人暮らしをしているが、料理や家事などはあまりやらない。度が入っていない伊達眼鏡をかけている。学園では科学部に所属し、緩い部活なので気ままに過ごしており、現在は弥生達3年生の卒業制作を手伝っている。
何年も前から明晰夢に悩まされ、心が休まらずに睡眠不足の日々を送っているが、咲や弥生を除いて、周囲の人達には気付かれないようにしている。あまりに疲れた時は、弥生からもらった睡眠薬で強引に夢を見ずに眠ってしまうこともある。最近の夢の中で、現実ではもう会えないはずの舞亜や、悪夢を止める有栖に出会う。

### ヒロイン
鳥海 有栖（とりうみ ありす）
声 - 北見六花
夢の世界にだけ登場する少女。勝ち気ではっきりした素直な性格。起きている時の記憶が無く、本人も自分の本体がどうしているのか知らない。あちこちの人の夢を渡り歩き、ハート型のはさみで悪夢の花の芽を切って悪夢を止めているが、その理由や目的は本人にもわからない。また、他の夢へつながる扉の「鍵」を作ることができる。（ただし行きたい所へ行ける保証は無い）
キャラクターデザインは名前の通り『不思議の国のアリス』のアリスがモチーフ。
蓮乃 咲（はすの さき）
声 - 青山ゆかり
翠京付属3年。透の近所に住む幼なじみで、透を「兄さん」と呼んで無防備に懐き、時に小悪魔な顔も見せる。長い付き合いなので透の悪夢のことも知っており、朝によくアパートに上がり込んで起こしに来る。蓮乃綜合警備保障の社長令嬢で、内藤家とは家族ぐるみで昔から付き合いがあり、透が住むアパートも蓮乃の所有。よく透のアパートに泊まり込もうとしたり、自分の家へ呼びたがるが、透は社長の父親やお目付役のみあが怖いため、なるべく避けている。
キャラクターデザインは、名前も含めてサキュバスと和風のイメージから。
弥生・B・ルートウィッジ（やよい Barnard Lutwidge）
声 - 風音
学園3年で科学部の部長。英国系のハーフで金髪碧眼のナイスバディ。帰国子女だが日本での生活が長いので日本文化に慣れており、和食が大好き。バイリンガルで、時々翻訳のバイトをしている。派手な見た目でモテているが、実は猫かぶりで人をからかったり罠に掛けたりする悪女な性格。頭脳は優秀で科学部でもその能力を発揮し、夢を改ざんする能力も高いが、運動はからっきしダメ。甘い物が苦手で、実験室のフラスコで沸かすコーヒーはいつもブラック。いわゆるパニック物やスプラッタ物のホラー映画が好き。
幼少時から日本人としては高すぎる背丈と、白人と比べてアジア系に近い肌色、そして父親がいない母子家庭という特殊な家庭環境などから欧米にいる間も、来日後も周囲から奇異と好奇の目を向けられ、孤独な幼少期を過ごしていた。最初は一人で泣いていたが、次第に諦観の念からどことなく醒めたような斜に構えた性格になっていた。
キャラクターデザインは『不思議の国のアリス』の三月ウサギとバニーガールがモチーフ。
平坂 景子（ひらさか けいこ）
声 - 青葉りんご
翠京付属3年で咲のクラスメイト。自分も他人もどうでもいい感じで、クールで素っ気ない。学園理事長の姪で、一応お嬢様。実は成績はトップクラスで、花嫁修業をさせられているので料理も得意。弥生と逆に甘党で、コーヒーは砂糖・ミルク多めが好き。音楽好きで、よく駅前の路上でギターを弾いて歌っているが、特に誰かに聴いて欲しいとは思っていない。対照的な性格の弥生には事あるごとに毒を吐いているが、当人にはさらりと流されている。有栖の事が見覚えがあると述べている。
キャラクターデザインは『ピーター・パン』のティンカー・ベルやピーター・パンのイメージ。
内藤 舞亜（ないとう まいあ）
声 - 遠野そよぎ
夢の世界にだけ登場する少女。人をバカにしたように笑い、マイペースでなかなか本心が掴めない。「見たい夢を見させてあげるだけ」と言い、透やヒロイン達を夢の世界へ引きこもうとする。
透の実妹にして咲の幼馴染であり、いつも咲や透と一緒に遊んでいた。およそ10年ほど前の夜に、実家近くの森の中を透と共に歩いていた際に、とある事故に巻き込まれ、現在も行方不明になっているため、透や咲からは事実上死亡したものと認識されている。
失踪前から透や咲に意地悪をしたり、困らせることが多かったがそれは愛情の裏返しであり、透曰く「誰よりも優しいやつ」だった。夢の中で再会するようになってからも、度々「お兄ちゃんのことも咲ちゃんの事も大好き」と述べているが、優しかった部分はすっかり形を潜めており、そのため透を激しく当惑させることになる。失踪時よりは成長しているが、咲と同年代と思えない幼い容姿をしている。
透にとっては最愛の人物であり、同時に最大のトラウマでもある人物。そのため透はしばしば甘えかかったり、誘惑するような彼女を邪険に扱えず、良いように弄ばれている。
キャラクターデザインは『不思議の国のアリス』のチェシャ猫がモチーフ。名前の由来は「悪夢」を指す英単語のNight Mare(ナイトメア)から。
鳥海 有子（とりうみ ゆうこ）
声 - 北見六花
幼い頃から病院に入退院をくり返していた少女。病気が回復に向かったため学園に復学し、透や仲間達からいろいろ世話を受ける。病み上がりのため耐久力が無い。

### サブキャラクター
根津 哲也（ねづ てつや）
声 - 小池竹蔵
学園2年で透のクラスメイト。朝日とはいつもラブラブなバカップル。人と分け隔て無く付き合う善人。浮気をするわけではないが女好きで、朝日以外の女の子を褒めたり下心を見せたりするような軽口を叩き、朝日に蹴られることが多い。趣味は自転車で、バイト代を自転車パーツにつぎ込み、休日はツーリングに出かけている。
朝日・D・ルートウィッジ（あさひ ドジソン Lutwidge）
声 - かわしまりの
学園2年で透と同級。弥生の妹。哲也の彼女で、彼のバカップルな発言にテレながらも嬉しそうにしている。料理や家事は得意で、部活は料理研究会に所属。昼の弁当をいつも哲也と姉の弥生の分も作っている。
姉である弥生と本来は同じ境遇のはずだが、ありのままの自分を受け入れてくれる哲也に出会えた事や、生来の明るい性格もあって多くの人々から受け入れられており、弥生からは無自覚の嫉妬や羨望の念を持たれている。
高原 みあ（たかはら みあ）
声 - 平野響子
蓮乃綜合警備保障の部長で、咲のお目付役。咲に対しては過保護で、透のアパートへも「片付け」の名目で時折生活態度を見に来る。自分の名前「みあ」が似合わないので嫌っている。透の事を気にかけつつも敵視している節があり、「その辺の女でも捕まえて欲望を発散すればいいのに」、「最初は無理矢理でもいいんですよ？」などととんでもない発言をしばしばしている。
平坂 義康（ひらさか よしやす）
声 - 静陵聖
景子の父で市議会議員。仕事人間で景子との仲は良くない。妻とは離婚の上、別居中。

## 世界観・用語 ・舞台
（出典：）
この作品は、現実世界と「夢の世界」を行き来しながらストーリーが進行する。
夢の世界
夢の世界の開始点は豪奢なティーサロンで、透やヒロイン達はそこでよくお茶会をして過ごす。ティーサロンにある扉をくぐると、自分が親しい人の夢の世界へジャンプすることができる。
各人の夢の世界は現実世界と似ているが、派手な原色の不思議な植物が繁茂し、異様な雰囲気の空間になっている。透やヒロイン達の意志で、ある程度世界を変えたりアイテムを出現させたりと夢を改ざんできる時もあるが、何も変えられず、途中で目を覚ましてやめることもできない場合もある。
基本的に夢の世界と現実世界は全く別だが、夢の世界の出来事が現実世界へ侵食して影響を及ぼすことがある。また、透以外のヒロイン達は明晰夢を見ないので、目覚めて現実世界に戻った時は夢の世界の出来事をよく憶えていないことが多い。
悪夢の花
夢の世界に咲く薔薇の花。花びらが薄く光り、焦がした蜂蜜のような甘い匂いがする（が、その匂いは透にしかわからないらしい）。夢を見る人の身体に種が埋まっていて、心の一番弱い部分や押し込めている望みで成長して花を咲かせる。最初は白い薔薇だが、次第に赤く染まっていき、真っ赤に染まるとその悪夢（何でも自由になる世界）に飲み込まれて目を覚まさなくなる。悪夢の花の種は誰の中にもあるが、花が赤く染まりきらない内に種から伸びている芽を切れば、悪夢に引きこまれずに済む。
翠京市(すいきょう)
本作の舞台。高層ビルが建ち並ぶ賑やかな街。かなり規模の大きなアーケード商店街がある。後述の蓮乃警備保障がある事から都会のわりに治安は良い。駅前のモデルはさいたま市のさいたま新都心駅。
私立翠京学院
透たちが通う学園。現理事長は景子の叔父。透たちが在籍する本校と咲や景子たちが在籍する附属の二つの学校で構成されているが、制服はいずれも共通の、緑基調のブレザータイプの物を採用している。
いわゆるエスカレーター校で、よほど問題が無ければ附属から本校へ進学出来るが、落第者を出さないようにするため、成績が振るわなかった生徒には厳しい追試や補習などが課されている。基本的に偏差値は高めで校風は自由。
蓮乃警備保障
咲の実家が営む警備会社。透の独白によれば、元を辿ればヤクザのフロント企業で、現在は(一応)真っ当な地元密着型の企業。市内でナンパなどの問題行為や迷惑行為をかける者に対して頼まれていなくても出張って来て対処するため、街の治安維持に一躍買っている形になっている。元々の稼業の関係からか、みあが咲の送迎に使用しているのは、防弾ガラス仕様のスモークが貼られた黒塗りの高級自家用車である。また、警備だけでなく、マンション管理などの不動産業も営んでおり、透が住んでいる物件もその一つ。
夢の部屋（ティーサロン）
前述の通り、夢の起点にして拠点代わりの場所。極彩色の静まり返った深い森の中にある。内装はかなり豪華な造りになっており、壁にはなぜか左右対称の風景画が飾られている。テーブルには茶菓子や紅茶が淹れられたティーポット、果物などが常に用意されており、食べてもいつのまにか補充されている。夢の世界へ通じる扉は、銃などでも破壊できず、一度閉められると夢の世界へ通じるか、有栖の作った鍵で開けるか、もしくは朝になって目を覚ますまで出られない構造になっている。

## スタッフ

### ハピメア
- 原画 - 克、月杜尋、こもわた遙華（SD原画）
- 企画・原案・シナリオ - 森崎亮人
- 音楽 - アブカワオサム
- ディレクター - 凜華
- ムービーデザイン - ニライカナイ（MUGICHA/Tas.K）

### ハピメア Fragmentation Dream
- 原画 - 克、月杜尋、こもわた遙華（SD原画）
- シナリオ - 森崎亮人
- 音楽 - アブカワオサム
- ディレクター - 凜華
- ムービーデザイン - ニライカナイ（MUGICHA/Tas.K）

## 楽曲

### ハピメア
オープニングテーマ「夢の無限回廊」
歌 - 橋本みゆき / 作詞 - 石川泰 / 作曲 - 斎藤悠弥 / 編曲 - 斎藤悠弥、宝野聡史
エンディングテーマ「愛奴の小径」
歌 - 浅葉リオ / 作詞 - 石川泰 / 作曲 - 斎藤悠弥、櫻衣はる / 編曲 - 斎藤悠弥
初回限定版特典のサウンドトラックCD『有栖のティーパーティー』に、両曲のフルバージョンが収録されている。

### ハピメア Fragmentation Dream
オープニングテーマ「幻想楼閣」
歌 - 橋本みゆき / 作詞 - 石川泰 / 作曲・編曲 - 田中俊裕
エンディングテーマ1「永続的恋愛理論」
歌 - 浅葉リオ / 作詞 - 石川泰 / 作曲・編曲 - 斎藤悠弥
エンディングテーマ2「後ろ髪の証跡」
歌 - 美月琴音 / 作詞 - 石川泰 / 作曲・編曲 - 田辺トシノ
初回限定版特典のサウンドトラックCD『エンドレスドリーマー』に、3曲のフルバージョンが収録されている。

### ハピメア REGRET END
オープニングテーマ「非実空想アムネジア」
歌 - 橋本みゆき / 作詞 - 石川泰 / 作曲 - 田中俊裕

### キャラクターソング
「白と黒の旋律」
歌 - 鳥海有栖（北見六花）/ 作詞・作曲 - さかもとるり / 編曲 - AZ-MIX
「うつせみ」
歌 - 蓮乃咲（青山ゆかり） / 作詞・作曲 - さかもとるり / 編曲 - AZ-MIX
「狂喜乱舞」
歌 - 弥生・B・ルートウィッジ（風音） / 作詞・作曲 - さかもとるり / 編曲 - AZ-MIX
「Dream」
歌 - 平坂景子（青葉りんご） / 作詞・作編曲 - 仁堂敦（Jumble Records）
「チェシャ猫Myu」
歌 - 内藤舞亜（遠野そよぎ） / 作詞・作曲 - さかもとるり / 編曲 - AZ-MIX
「黄昏列車」
歌 - オールスター / 作詞・作曲 - さかもとるり / 編曲 - AZ-MIX
キャラクターソングCD『HAPYMAHER CHARACTER SONG -THE DOOR OF A DREAM-』に収録。

## 違法ダウンロード・アップロード騒動
2013年3月、あるTwitterユーザーが『ハピメア』を違法ダウンロードしたことを公言し、それをPurple software代表の石川泰が発見して騒動となった。騒動進行中に行われたbamboo（OVERDRIVE代表）との対談で石川は、もし今回の件に何らかの決着が着けられれば違法コピーやダウンロードに対する抑止力になるのではないか、と語っている。なお同対談中のbambooによれば、『ハピメア』を含め2013年2月発売の全タイトルを調べたところ、一番被害の多いタイトルは10万回以上も違法ダウンロードされていたという。
結局この騒動は、2013年12月12日に当該ユーザーとその保護者がPurple software側と話し合って謝罪し誓約書を書くことで決着し、福島県警察本部サイバー犯罪対策室の捜査も終了した。
翌2014年、別のユーザーが『ハピメア Fragmentation Dream』をファイル共有ソフト・Shareでアップロードし、逮捕される事態となった。石川は「前回は謝罪で済んだが、今回は刑事告訴まで考えている」とコメントしている。